# 史賓威
史賓威（英語：Springvale）( 原住民语: Monite ) ，又譯為斯普林維爾，是澳大利亚維多利亞州墨爾本東南部的一個社區，距墨爾本中央商業區22公里，屬於大丹德農市的轄區内。2021年，史賓威的人口為22,174 人。
史賓威是墨爾本頗爲著名的越南裔及越南華裔居民聚居區。史賓威是衆多越南裔及華裔商家經營的超市、餐飲、美容美髮、中醫藥、銀行金融及教育服務雲集之地，更是隨處可見纂寫繁體漢字的各式招牌，而白金漢大街上的中式牌坊則是當地一處格外引人注目的地標性建築。
1. ↑  Australian Bureau of Statistics. . 2021 Census QuickStats. 28 June 2022  [13 July 2022].